# 粉紅箭 (亞利桑那州)
粉紅箭（英語：Pink Arrow）是位於美國亞利桑那州納瓦霍縣的一個非建制地區。該地的面積和人口皆未知。

## 地理
粉紅箭的座標為35°46′37″N 110°09′26″W / 35.77694°N 110.15722°W，而該地的平均海拔高度為1604米（即5262英尺）。